# Erdbeben von Aşgabat 1948
Das Erdbeben von Aşgabat vom 6. Oktober 1948 war eine Naturkatastrophe in der Sowjetunion. Es hatte sein Epizentrum nahe dem Zentrum der Stadt Aşgabat und ereignete sich nachts um 01:12 Uhr Ortszeit. Es forderte Zehntausende Menschenleben und zerstörte praktisch die gesamte Stadt.
In der Hauptstadt der Turkmenischen Sozialistischen Sowjetrepublik lebten damals 198.000 Menschen. Die meisten schliefen, als das Erdbeben mitten in der Nacht den Boden erschütterte. Durch die Nähe zum Epizentrum erreichte das Beben in Aşgabat eine Intensität von IX–X auf der Modifizierten Mercalliskala. Fast alle aus Lehmziegeln errichteten Häuser in der Stadt stürzten ein, Gebäude aus Stahlbeton wurden schwer beschädigt. Wasserleitungen barsten, und es entstanden bis zu 60 Zentimeter breite und hunderte Meter lange Risse im Boden. Im Bahnhof wurden Güterzüge aus den Gleisen geworfen und kippten um.
Dmitri Naliwkin erlebte das Beben mit und berichtete von mehreren Nachbeben in den ersten Stunden nach dem Hauptbeben.
Schwere Schäden entstanden auch im iranischen Verwaltungsbezirk Dargaz.
Unter der Herrschaft Stalins wurde die Stärke des Erdbebens heruntergespielt und die Zahl der Toten in ersten Meldungen mit 10.000 angegeben. Es gab keine internationale Katastrophenhilfe. 1988 wurde die Opferzahl auf 110.000 Tote korrigiert. 2007 berichtete eine staatliche turkmenische Agentur, dass 176.000 Menschen dem Beben zum Opfer gefallen sein sollen. Die Zahl der Verletzten ist nicht bekannt.
Im Stadtzentrum der wieder aufgebauten Stadt wurde am Halk-Hakydasy-Gedenkkomplex ein Denkmal für die Opfer des Erdbebens errichtet. Der 6. Oktober ist in Turkmenistan ein staatlicher arbeitsfreier Gedenktag.

## Bekannte Opfer
- Gurbansoltan-eje, Mutter des turkmenischen Staatschefs Saparmyrat Nyýazow